# Diego Pablo Sevilla
Diego Pablo Sevilla López (San Martín de la Vega, 4 maart 1996) is een Spaans wielrenner die anno 2022 rijdt voor EOLO-Kometa.

## Carrière
In zowel 2014 als 2015 werd Sevilla derde op het nationale kampioenschap tijdrijden voor junioren. In 2017 evenaarde hij deze positie, maar dan bij de beloften.
In 2018 won Sevilla het bergklassement in de Ronde van de Provence en werd hij vierde in het eindklassement van de Ronde van Rhodos. In 2019 werd hij tweede in het bergklassement van de Ronde van Madrid, op slechts drie punten van winnaar Francisco Mancebo.
Omdat zijn ploeg in 2021 een stap hogerop deed, werd Sevilla dat jaar prof. In de Strade Bianche van dat jaar, zijn debuut in de World Tour, kwam hij na het verstrijken van de tijdslimiet over de finish. Een jaar later haalde hij de finish wel binnen de tijd: op dertienenhalve minuut van winnaar Tadej Pogačar eindigde hij op plek 64. In Milaan-San Remo van dat jaar reed Sevilla meer dan 250 kilometer in de aanval alvorens terug te worden gepakt door het peloton. Hij finishte uiteindelijk op minder dan twee minuten van winnaar Matej Mohorič op plek 65. Later dat jaar trok Sevilla onder meer ten aanval in de eerste etappe van de Ronde van Burgos, waarin hij als eerste bovenkwam op de Altotero.

## Overwinningen
2018
Bergklassement Ronde van de Provence
2024
Bergklassement Ronde van Burgos

## Resultaten in voornaamste wedstrijden
| Jaar | Ronde van Italië | Ronde van Frankrijk | Ronde van Spanje |
| ---- | ---------------- | ------------------- | ---------------- |
| 2021 |                  |                     |                  |
| 2022 |                  |                     |                  |
| 2023 | 97e              |                     |                  |
| 2024 |                  |                     |                  |
| 2025 |                  |                     |                  |

| Jaar | Milaan-San Remo | Ronde van Lombardije | Strade Bianche |
| ---- | --------------- | -------------------- | -------------- |
| 2021 |                 |                      | buit.tijd      |
| 2022 | 65e             |                      | 64e            |
| 2023 | 99e             | 71e                  | 110e           |
| 2024 | 51e             |                      | opgave         |
| 2025 |                 |                      | opgave         |

## Ploegen
- 2018 –  Polartec Kometa
- 2019 –  Kometa Cycling Team
- 2020 –  Kometa Xstra Cycling Team
- 2021 –  EOLO-Kometa
- 2022 –  EOLO-Kometa
- 2023 –  EOLO-Kometa
- 2024 –  Polti-Kometa
- 2025 –  Team Polti VisitMalta

Ballesteros · Camacho · Cantón · Gamper · Gazzoli · Habtom · Inkelaar · Moschetti · Peña · Ries · Sevilla
Albanese · Archibald · Bais · Belletti · Christian · Dina · Fancellu · Fetter · Fortunato · Frapporti · García · Gavazzi · Grávalos · Pacioni · Ravasi · Rivi · Ropero · Sevilla · Viegas · Wackermann · Hernaiz (stagiair) · Martin (stagiair) · Piganzoli (stagiair)
Albanese · Bais · Bevilacqua · Christian · Dina · Fancellu · Fedeli (vanaf 20/6) · Fetter · Fortunato · García · Gavazzi · Grávalos · Lonardi · Maestri · Á. Martín · D. Martín · Ravasi · Rivi · Ropero · Rosa · Sevilla · Viegas · Montoli (stagiair) · Muñoz (stagiair) · Pietrobon (stagiair)
Albanese · D. Bais · M. Bais · Bevilacqua · Fancellu · Fetter · Fortunato · Garosio · Gavazzi · Lonardi · Maestri · Á. Martín · D. Martín · Pietrobon · Piganzoli · Raccani (tot 9/8) · Rivi · Serrano · Sevilla · Tercero · De Cassan (stagiair) · Muñoz (stagiair)
D. Bais · M. Bais · De Cassan · Double · Fabbro · Fetter · Garosio · Gómez · Lonardi · Maestri · Á. Martín · D. Martín · Muñoz · Peñalver · Pietrobon · Piganzoli · Restrepo · Serrano · Sevilla · Tercero · Bagnara (stagiair) · Buttigieg (stagiair)  · Raccagni (stagiair)